# Paul Stoffyn

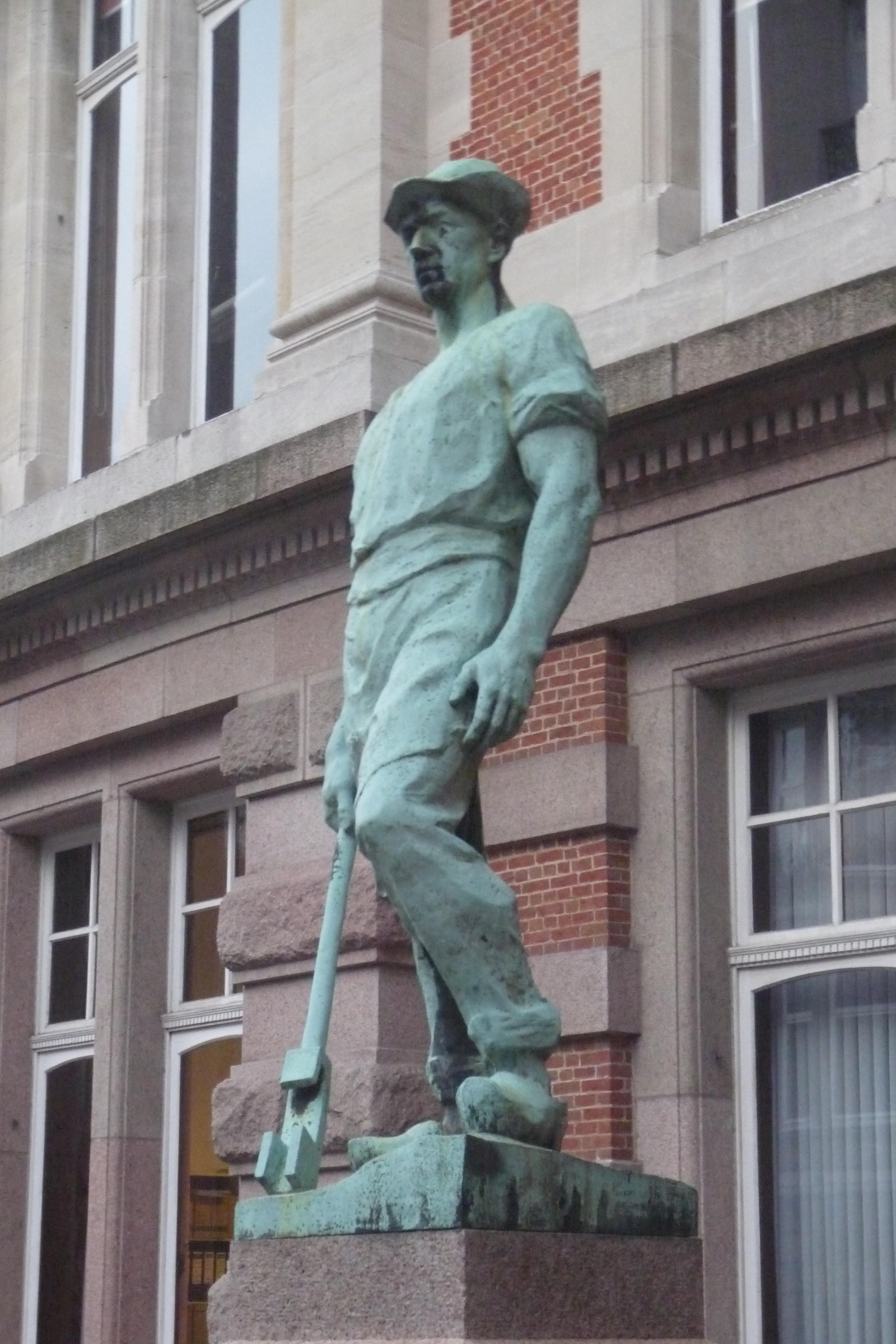
De ovenwerker (1920), Sint-Gillis.

Paul Pierre Stoffyn (Brussel, 8 juni 1884 – Vorst, 1945) was een Belgisch beeldhouwer en medailleur. Hij signeerde zijn werk als P. Stoffyn.

## Leven en werk
Paul Stoffyn was een zoon van Pierre Stoffyn en Julie Goiries. Hij werd opgeleid aan de Koninklijke Academie voor Schone Kunsten van Brussel (1896-1908), als leerling van Julien Dillens en Charles Van der Stappen. De beeldhouwer maakte bustes, reliëfs, standbeelden, sociaal geënageerd en christelijk-religieus werk, waarbij hij werd geïnspireerd door de volksmens. Hij was in 1912 oprichter van de Brusselse kunstkring Doe stil voort. Hij nam deel aan tentoonstellingen in binnen- en buitenland en won onder meer een zilveren medaille in Parijs. Stoffyn werd leraar beeldhouwen aan de Academie van Elsene.

## Enkele werken
- 1919 bronzen plaquette met portret van burgemeester Maurice Van Meenen aan het gemeentehuis van Sint-Gillis.
- 1920 bronzen figuren voor het oorlogsmonument aan de Kerkplaats in Ternat. In samenwerking met A. de Munter voor het steenwerk.
- 1920 De ovenwerker, het beeld staat voor het gemeentehuis van Sint-Gillis. Voor het werk stond een arbeider van de gasfabriek van Sint-Gillis model.
- in of voor 1921 buste van Nestor de Tière in de Koninklijke Vlaamse Schouwburg in Brussel.
- 1923 De accordeonspeler.
- 1925 gevelbeeld van Maria Dolorosa en modernistische reliëfs rond de rondboogpoort (1928-1929). In het interieur onder andere een rond paneel boven met de Heilige Drievuldigheid, boven het altaar, en een kruisweg (1931-1934) voor de Kerk Onze-Lieve-Vrouw van 7 Smarten van Diegem-Lo.
- 1932 gevelrelïefs met de symbolen van de vier evangelisten en een witstenen kruisweg voor de Sint-Jan-de-Doperkerk in Sint-Jans-Molenbeek.
- 1933-1935 timpaan voor de hoofdingang en hoogreliëfs in de deurstijlen van de Nieuwe Sint-Pieter en Pauluskerk in Neder-Over-Heembeek.
- bronzen plaquette met portret van Hendrik Conscience (1882-1883), collectie Wiertzmuseum.
- monument voor Lennik.
- monument voor Waterloo.

## Fotogalerij

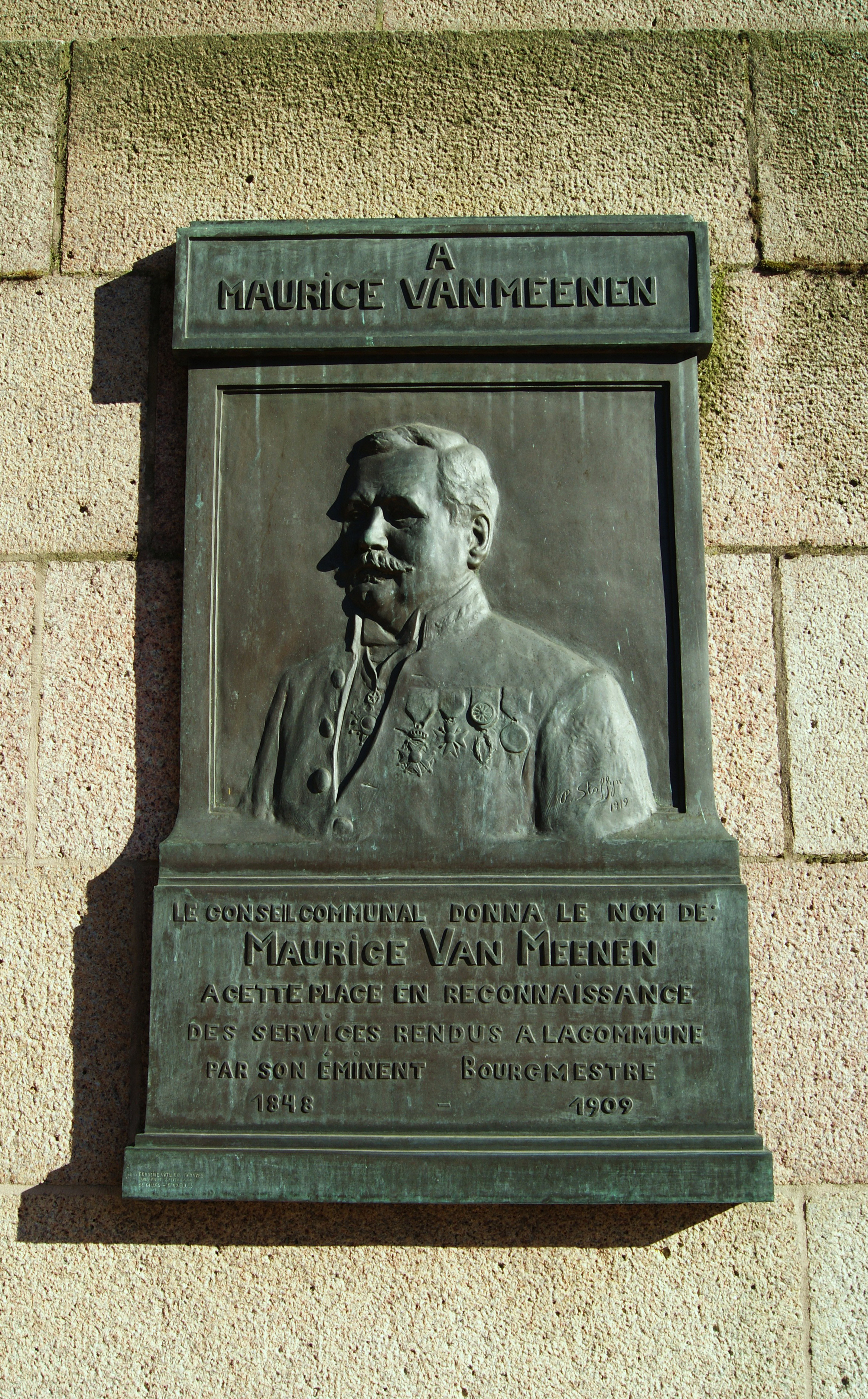
Maurice Van Meenen (1919), Sint-Gillis
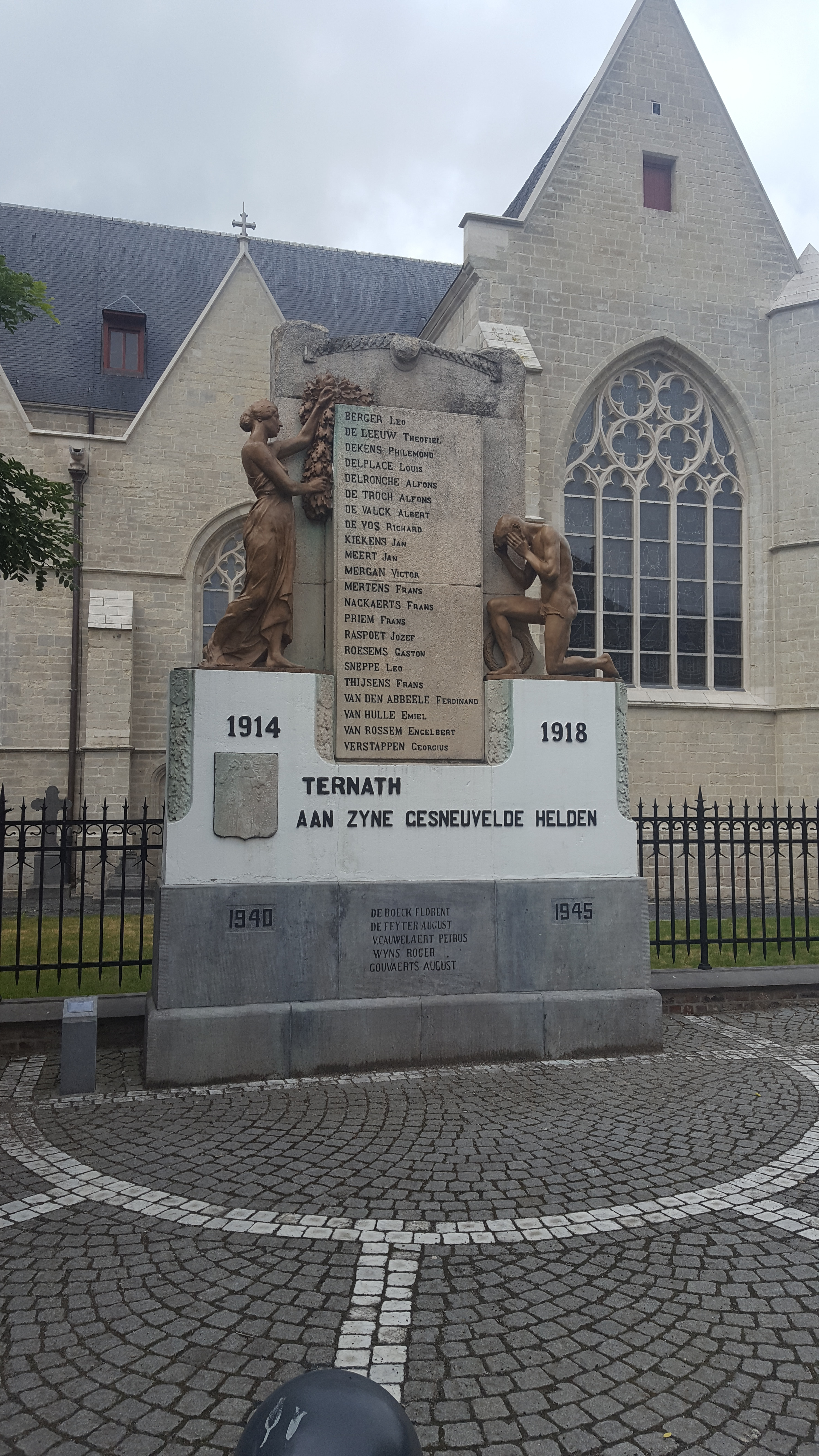
Oorlogsmonument (1920), Ternate
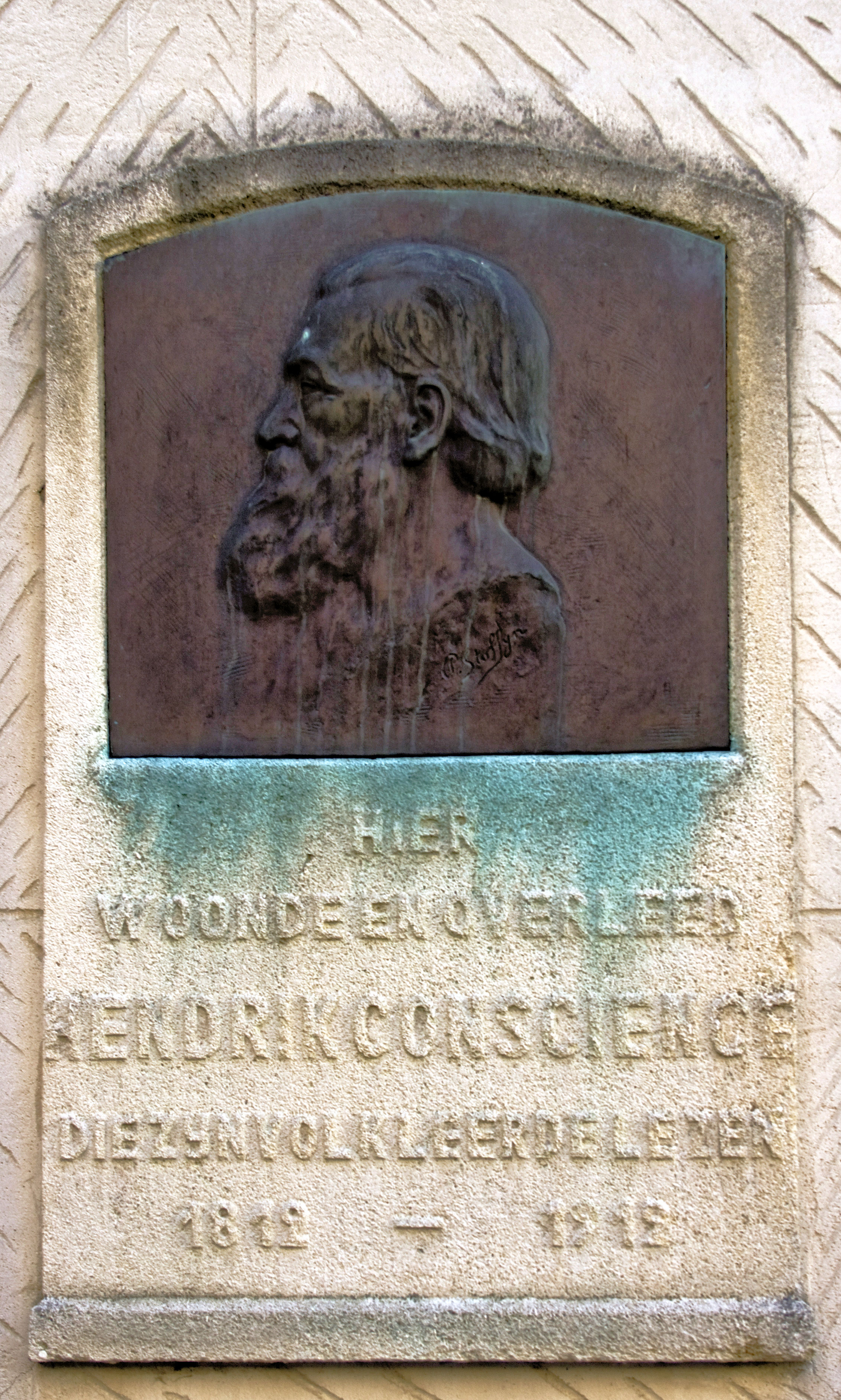
Hendrik Conscience, Wiertzmuseum

- RKD-Nederlands Instituut voor Kunstgeschiedenis: 100110